# Sciophila setosa
Sciophila setosa är en tvåvingeart som beskrevs av Garrett 1925. Sciophila setosa ingår i släktet Sciophila och familjen svampmyggor.
Artens utbredningsområde är British Columbia. Enligt den finländska rödlistan är arten sårbar i Finland. Arten är reproducerande i Sverige. Artens livsmiljö är moskogsbrandfält. Inga underarter finns listade i Catalogue of Life.